# Albatros D.V
Albatros D.V (нем. Albatros D.V) — немецкий одноместный истребитель-полутораплан цельнодеревянной конструкции. Сконструирован Робертом Теленом как усовершенствованная версия истребителя Albatros D.IV. Использовался на фронте и в лётных школах.
Дальнейшим развитием Albatros D.V стал принятый на вооружение в октябре 1917 года истребитель D.Va.
Albatros D.V является потомком очень удачного одноместного скаута Albatros D.III. Albatros D.V сохранил схему полутораплана (нижнее крыло имеет меньшую хорду чем верхнее, что повышало маневренность). В D.V фюзеляж имел овальную форму в поперечном сечении (D.III имел плоские борта), таким образом изменилось крепление нижнего крыла к фюзеляжу. Нижние крылья прикреплялись не напрямую к фюзеляжу, а с помощью специальных брусков, которые нивелировали кривизну фюзеляжа в месте крепления. Это крепление оказалось неудачным и стало впоследствии ахиллесовой пятой машины. Когда самолёт входил в крутое пикирование, нагрузки заставляли крыло изгибаться (это особенность полуторапланов), деформации передавались на бруски и те разрушались, что приводило к крушению и гибели пилотов. Решение этой проблемы так и не было найдено, и в результате пилоты сильно проигрывали противнику, который мог выйти из боя, войдя в пикирование.
Кроме того, лётные характеристики D.V почти не отличались от лётных характеристик D.III, который он должен был заменить. Тем не менее ВВС Германии нуждались в самолётах и вплоть до ноября 1918 года продолжали использовать усиленную версию D.V — D.Va.

## Технические характеристики
Albatros D.Va
Источник данных: «Уголок неба»

Технические характеристики
- Экипаж: 1 пилот
- Длина: 7,33 м
- Размах крыла: 9,04 м
- Высота: 2,98 м
- Площадь крыла: 21,2 м²
- Масса пустого: 687 кг
- Максимальная взлётная масса: 937 кг
- Силовая установка: 1 × жидкостного охлаждения Mercedes D.IIIa
- Мощность двигателей: 1 × 180 л. с. (1 × 133 кВт)

Лётные характеристики
- Максимальная скорость: 185 км/ч
- Крейсерская скорость: 157 км/ч
- Продолжительность полёта: 2 часа
- Практический потолок: 6100 м
- Скороподъёмность: 255 м/мин

Вооружение
- Стрелково-пушечное: 2 × 7,92 мм синхронных пулемёта LMG 08/15 «Шпандау»

## Варианты окраски
- Albatros D.V Пауля Боймеа, из Jagdstaffel 5.
- Albatros D.V из Jagdstaffel 15 в весне 1918, принадлежащий лейтенанту Дингелю.
- Albatros D.Va, Ганса фон Хипеля, из Jagdstaffel 5.
- Albatros D.Va, Эрнста Удета, из Jasta 37.
- Красный Albatros D.V из JG 1, Манфреда фон Рихтгофена.
- Albatros D.Va из Jasta 79b, на котором летал лейтенант Ганс Бёнинг в весне 1918.1